# Los Santos de Maimona
Los Santos de Maimona – gmina w Hiszpanii, w prowincji Badajoz, w Estramadurze, o powierzchni 108,62 km². W 2011 roku gmina liczyła 8245 mieszkańców.